# 1984 في الهند
فيما يلي قوائم الأحداث التي وقعت خلال عام 1984 في الهند.

## سياسة

### تعيين في المنصب
- 1 يناير – أميتاب باتشان عضو لوك سابها [الإنجليزية]‏.
- 9 مارس – أنديرا غاندي وزير الشؤون الخارجية.
- 31 أغسطس – آر فينكاتارامان نائب رئيس الهند.
- 31 أكتوبر – راجيف غاندي رئيس وزراء الهند.

### انتهاء فترة المنصب
- 1 يناير – بورنو أجيتوك سانغما عضو لوك سابها [الإنجليزية]‏.
- 2 أغسطس – آر فينكاتارامان وزير الدفاع الهندي [الإنجليزية]‏.
- 30 أغسطس – محمد هداية الله نائب رئيس الهند.
- 31 أكتوبر – أنديرا غاندي رئيس وزراء الهند، وزير الشؤون الخارجية.
- 31 ديسمبر – براناب مخرجي وزير المالية الهندي [الإنجليزية]‏، عضو راجيا سابها [الإنجليزية]‏.

## مواليد

### يناير
- 7 يناير – كوينا ميترا
- 10 يناير – كالكي كويتشلن ممثلة هندية.

### فبراير
- 11 فبراير – شيرلين تشوبرا ممثلة هندية.
- 17 فبراير – سادها ممثلة هندية.
- 22 فبراير – جورميت تشودهاري ممثل هندي.

### مارس
- 12 مارس – شريا غوشال
- 19 مارس – تانوشري دوتا ممثلة هندية.

### يونيو
- 13 يونيو – راجكومار راو ممثل هندي.
- 20 يونيو – نيتو تشاندرا ممثلة هندية.

### يوليو
- 6 يوليو – رانفير سينغ ممثل هندي.

### أغسطس
- 3 أغسطس – سونيل تشيتري لاعب كرة قدم هندي.
- 3 أغسطس – عمار موراليداران سبّاح هندي.
- 21 أغسطس – بارون سوبتي ممثل هندي.
- 30 أغسطس – أشيش شارما ممثل هندي.

### سبتمبر
- 14 سبتمبر – أيوشمان كورانا ممثل هندي.
- 27 سبتمبر – أبهيناف شوكلا ممثل هندي.
- 29 سبتمبر – إيشا شارفاني ممثلة ساخنة.

### أكتوبر
- 11 أكتوبر – كاران كوندرا ممثل هندي.
- 18 أكتوبر – فريدا بينتو ممثلة هندية.
- 27 أكتوبر – عرفان باتان، لاعب كريكيت هندي.

### نوفمبر
- 18 نوفمبر – نايانتارا ممثلة هندية.

### ديسمبر
- 14 ديسمبر – ديفيانكا تريباثي
- 14 ديسمبر – رانا داجوباتي ممثل هندي.

## وفيات

### أكتوبر
- 31 أكتوبر – أنديرا غاندي (مواليد 1917) سياسية هندية.